# Tamsica oxyptera
Tamsica oxyptera là một loài bướm đêm thuộc họ Crambidae. Nó là loài đặc hữu của Oahu.